# Philippe-Hyppolite Suzor
Pour les articles homonymes, voir Suzor.
 (septembre 2024).
La mise en forme du texte ne suit pas les recommandations de Wikipédia : il faut le « wikifier ».
Les points d'amélioration suivants sont les cas les plus fréquents. Le détail des points à revoir est peut-être précisé sur la page de discussion.
- Les titres sont pré-formatés par le logiciel. Ils ne sont ni en capitales, ni en gras.
- Le texte ne doit pas être écrit en capitales (les noms de famille non plus), ni en gras, ni en italique, ni en « petit »…
- Le gras n'est utilisé que pour surligner le titre de l'article dans l'introduction, une seule fois.
- L'italique est rarement utilisé : mots en langue étrangère, titres d'œuvres, noms de bateaux, etc.
- Les citations ne sont pas en italique mais en corps de texte normal. Elles sont entourées par des guillemets français : « et ».
- Les listes à puces sont à éviter, des paragraphes rédigés étant largement préférés. Les tableaux sont à réserver à la présentation de données structurées (résultats, etc.).
- Les appels de note de bas de page (petits chiffres en exposant, introduits par l'outil «  Source ») sont à placer entre la fin de phrase et le point final[comme ça].
- Les liens internes (vers d'autres articles de Wikipédia) sont à choisir avec parcimonie. Créez des liens vers des articles approfondissant le sujet. Les termes génériques sans rapport avec le sujet sont à éviter, ainsi que les répétitions de liens vers un même terme.
- Les liens externes sont à placer uniquement dans une section « Liens externes », à la fin de l'article. Ces liens sont à choisir avec parcimonie suivant les règles définies. Si un lien sert de source à l'article, son insertion dans le texte est à faire par les notes de bas de page.
- La présentation des références doit suivre les conventions bibliographiques. Il est recommandé d'utiliser les modèles {{Ouvrage}}, {{Chapitre}}, {{Article}}, {{Lien web}} et/ou {{Bibliographie}}. Le mode d'édition visuel peut mettre en forme automatiquement les références.
- Insérer une infobox (cadre d'informations à droite) n'est pas obligatoire pour parachever la mise en page.

Pour une aide détaillée, merci de consulter Aide:Wikification.
Si vous pensez que ces points ont été résolus, vous pouvez retirer ce bandeau et améliorer la mise en forme d'un autre article.
Philippe-Hyppolite Suzor est un homme d'église québécois.                    

## Biographie

### Jeunesse
Philippe-Hyppolite Suzor nait le 1er mai 1826. Il est le fils d'Hyppolite Suzor, marchand, et d'Angélique de Foy. Il fait des études classiques au Petit Séminaire de Québec de 1835 à 1846.

### Vie religieuse
Il fait ensuite des études théologiques au Grand Séminaire de Québec de 1846-1849.
Le 30 septembre 1849, il est ordonné prêtre à Québec par Pierre-Flavien Turgeon, évêque coadjuteur de Québec et devient vicaire à Trois-Rivières du 1er octobre 1849 au 25 octobre 1851. Il le sera durant 2 ans.
En 1851, il devient missionnaire à Saint-Chrystophe. Il y arrive et fonde la paroisse le 26 octobre 1851. En plus de cette paroisse principale, il dessert les missions de Warwick, de Bulstrode et de Horton.
Il remplace la petite chapelle à quatre fenêtres et une petite table pour autel par une église de pierre, dans laquelle il fait installer l'électricité. Il commande pour l'occasion une nouvelle cloche. L'église est de style roman à la récollet. La voûte est ornée de tableaux sur toile. Surnommée la « Sixtine québécoise », elle abrite 76 reproductions de grands peintres européens, comme Michel-Ange, Raphaël et Rembrandt. Suzor-Coté y peint aussi des oeuvres originales.
Il fait aussi construire un couvent et un collège.
Durant son ministère à Saint-Chrystophe, il institue un horaire précis. Les Vêpres ont lieu à 1:30, les messes à 7:30, la grand'messe (messe du dimanche) à 9:30. Il fait des confessions tous les matins avant les messes et à 15:00 le samedi et les veilles de fêtes d'obligation.
En 1868, il devient aumônier du 4e détachement des zouaves pontificaux canadiens et part vers Rome avec celui-ci en juin de la même année. Il retourne au Québec en 1869. 
En 1869, le curé d'Arthabaska décide de faire construire un couvent pour jeunes filles. Il est construit en août 1870 et confié aux soeurs de la Congrégation de Notre-Dame. Le curé donne au couvent un terrain attenant de sept arpans.
À son retour de Rome, il est nommé membre du Conseil épiscopal de Trois-Rivières le 19 août 1870. Il fut aussi vicaire-forain des townships de l'Est par l'évêque de Trois-Rivières, Thomas Cooke, du 22 octobre 1868 au 23 novembre 1870.
Il reste curé d'Arthabaska jusqu'au 1er février 1878, date à laquelle il devient curé de Nicolet. Il le sera jusqu'au 14 août 1887. Lors de la fondation du diocèse de Nicolet, en 1885, il devient vicaire-général par Elphège Gravel, le 30 août. Il devient la même année procureur diocésain. Du 11 septembre 1888 au 6 juin 1889, il redevient curé de Nicolet, comme curé d'office de la cathédrale.
Le 4 septembre 1899, Suzor célébrait ses noces d'or sacerdotales par de grandes fêtes et est élevé par le Pape Léon XIII, à la dignité de Prélat Domestique, avec le titre de Monseigneur.

### Vie publique et politique
Il fonde le journal L'Union des Cantons de l'Est, alors qu'il est curé de Saint-Chrystophe depuis 15 ans. La parution du premier numéro a lieu le 14 décembre 1866. 8 ans auparavant, le village d'Arthabaskaville a été incorporé à partir d'une partie du territoire de Saint-Christophe et ce village est devenu un chef-lieu d'un district judiciaire. La population augmente rapidement. Ce bassin de population permet la création du journal. Pour se faire, Suzor convint les principaux citoyens d'Arthabaskaville et de Stanfold, ainsi que les curés des paroisses environnantes. Plus précisément, c'est avec l'aide de trois autres prêtres-curés de la région, trois avocats, deux marchands, deux cultivateurs, un notaire, un commerçant, un rentier et l’agent des terres du district qu'il fonde le journal. Le premier objectif du journal était de faire connaitre la région et de pousser ce processus de colonisation. Un autre objectif était de concurrencer un premier journal dans la région d'une idéologie différente. Le parrain du journal était Laflèche, alors évêque coadjuteur de Trois-Rivières. C'est lui qui donnera le nom au journal, dans un écrit où il rappelle que l'objectif du journal est l'union des cœurs et des esprits dans la foi et le patriotisme. Il appelle à la diffusion, dans les Cantons de l'Est, «des bons principes, religieux, sociaux et politiques». La devise originale du journal est: L'union fait la force. Une autre devise était: Notre Foi, notre Langue et nos Institutions. Politiquement, le journal suit le programme ultramontain de Laflèche. Il défend la religion catholique. En 1867, il défend la confédération, mais en 1916, il reconnaitra que la question des écoles catholiques en Ontario remet les bienfaits de la confédération pour les Canadiens français en question. Il appelle à la colonisation des Cantons de l'Est par les Canadiens français, à la fois pour arrêter la Grande Saignée et pour reprendre une région d'abord colonisée par les Britanniques. Le journal travaille aussi à éduquer les agriculteurs à leur travail. Le journal existera durant plus de 50 ans.

### Vie privée
Sa sœur, Marie-Céline-Adéline Suzor, est la mère de Marc-Aurèle de Foy Suzor-Coté. Philippe-Hyppolite Suzor était donc l'oncle de celui-ci. Il aura une grande importance dans le début de sa carrière, car il l'aidera à aller travailler dans quelques villes des États-Unis et lui a fait des commandes pour sa paroisse.

### Retraite et fin de vie
Le 6 juin 1889, il se retire à la Résidence Saint-Joseph, chez les Sœurs de l'Assomption de la Sainte Vierge à Nicolet et abandonne peu à peu ses charges. Il est alors le doyen du clergé canadien français. En 1890, il quitte son poste de procureur. Le 20 septembre 1891, il passe de vicaire-général à vicaire-général honoraire jusqu'à sa mort.
ll décède le 5 octobre 1917 à 91 ans à la résidence. Il est inhumé dans le cimetière des Sœurs de l'Assomption de la Sainte Vierge à Nicolet.

## Hommage
Une rue de Nicolet porte son nom.